# Amsterdam Admirals
| Amsterdam Admirals                                                                                        | Amsterdam Admirals                                                 |
| Gegründet 1995 – Aufgelöst 2007 Spielten in Amsterdam, Niederlande                                        | Gegründet 1995 – Aufgelöst 2007 Spielten in Amsterdam, Niederlande |
| --- | ------------------------------------------------------------------ |
| \| \| \| \| \| \|                                                                                         |                                                                    |
| Teamfarben                                                                                                | Marineblau, Orange, Grüne, Weiß, Hellblau                          |
| Liga |                                                                    |
| - World League (1995–1997) - NFL Europe (1998–2006) - NFL Europa (2007)                                   |                                                                    |
| Personal                                                                                                  |                                                                    |
| Head Coach                                                                                                | - Al Luginbill (1995–2000) - Bart Andrus (2001–2007)               |
| Erfolge                                                                                                   |                                                                    |
| Meisterschaften (1) World Bowl 2005                                                                       |                                                                    |
| Play-off-Teilnahmen (3) 1995, 2005, 2006                                                                  |                                                                    |
| Stadien                                                                                                   |                                                                    |
| - Olympiastadion Amsterdam (1995–1996, 2000, 2007) - De Meer Stadion (1995) - Amsterdam Arena (1997–2007) |                                                                    |
| |                                                                    |
| |                                                                    |

Die Amsterdam Admirals waren ein niederländisches American-Football-Team, das von 1995 bis 2007 in der NFL Europe spielte. Heimatstadion war die Amsterdam Arena. In der Saison 2007 kehrte das Team für ein Spiel in das Olympische Stadion von Amsterdam zurück, in dem die Admirals 1995 eine Saison lang gespielt hatten, bevor sie in die Amsterdam ArenA wechselten.

## Geschichte
Die Admirals wurden 1995 gegründet. Bereits in der ersten Saison konnten sie eine Bilanz von 9 Siegen bei einer Niederlage vorweisen. Sie schafften es dadurch in den World Bowl, wo sie im Amsterdamer Olympiastadion mit 22:26 gegen die Frankfurt Galaxy verloren. Es folgten zwei Saisons mit einer 5-5-Bilanz, ehe man 1998 7 von 10 Spielen gewann. Angeführt wurden sie in dieser Saison von Kurt Warner, der ein Jahr später als Starting-Quarterback mit den St. Louis Rams den Super Bowl gewann und es im Anschluss zu zwei weiteren Super-Bowl-Teilnahmen, zwei MVP-Titeln und die Aufnahme in die Pro Football Hall of Fame schaffte. Zur World-Bowl-Teilnahme reichte es jedoch nicht, da man den Tie-Breaker gegen die Galaxy und Rhein Fire verloren. Es folgten fünf 4-6-Saisons in Folge, ehe sie 2004 wieder eine 5-5-Bilanz erreichten. 2005 konnten sie mit einer 6-4-Bilanz den zweiten Tabellenplatz und damit eine World-Bowl-Teilnahme erreichen. Diesmal gewannen sie mit 27:21 gegen die Berlin Thunder ihren ersten Titel. Ein Jahr später belegten die Admirals den ersten Tabellenplatz, mussten sich im Finalspiel jedoch mit 7:22 der Galaxy erneut geschlagen geben.

## Spielzeiten

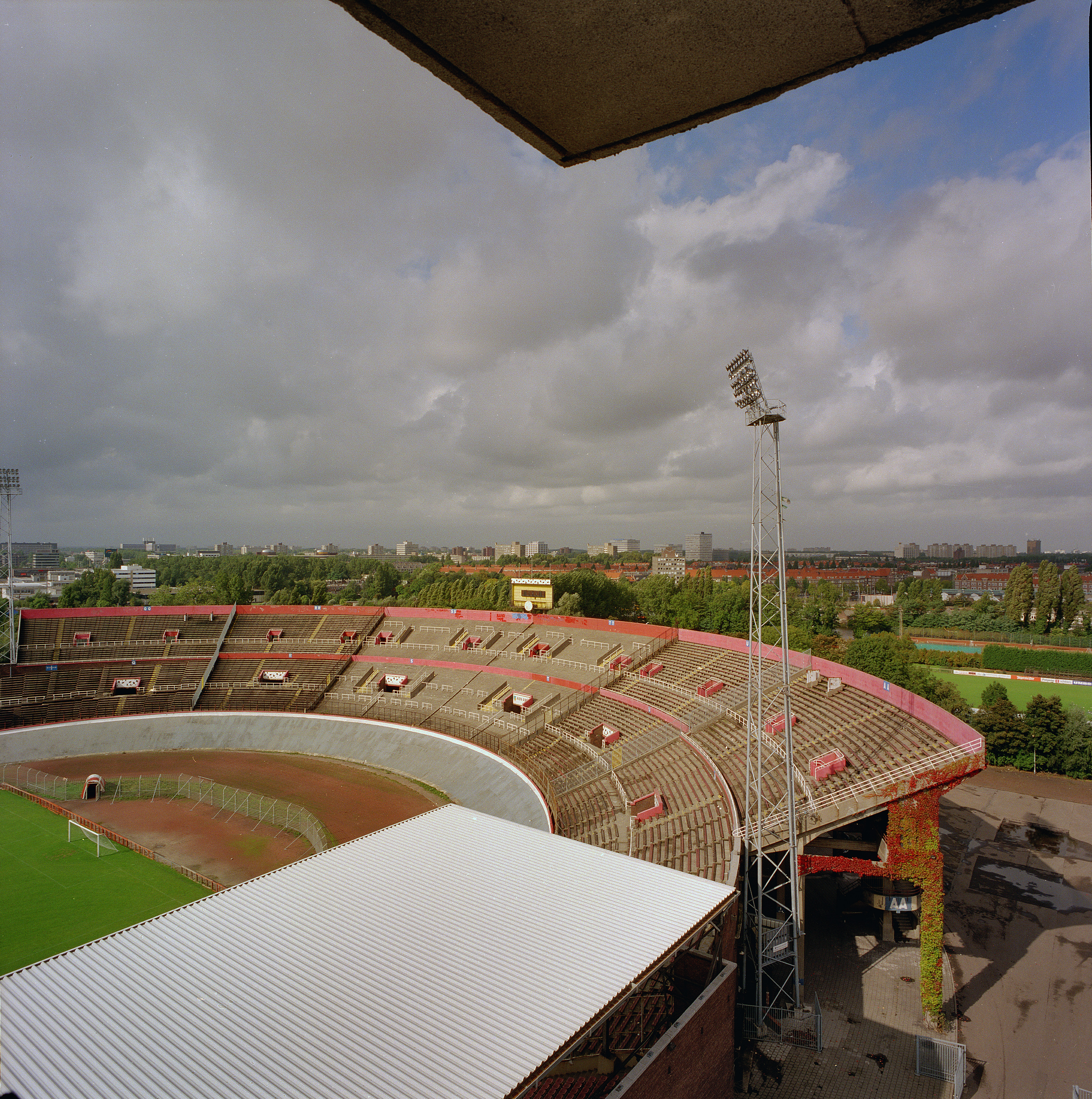
The Admirals' first home ground was the Olympic Stadium (1995 image), built for the Summer Olympic Games of 1928. World Bowl '95–between Amsterdam Admirals and Frankfurt Galaxy–was also held there.

| Spielzeit | Liga  | Regular Season | Regular Season | Regular Season | Regular Season | Regular Season | Postseason | Postseason  | Postseason  | Postseason                              |
| Spielzeit | Liga  | Siege          | Niederlagen    | Unentschieden  | Siegquote %    | Platzierung    | Siege      | Niederlagen | Siegquote % | World Bowl                              |
| --------- | ----- | -------------- | -------------- | -------------- | -------------- | -------------- | ---------- | ----------- | ----------- | --------------------------------------- |
| 1995      | WLAF  | 9              | 1              | 0              | .900           | 1.             | 0          | 1           | .000        | Niederlage gegen Frankfurt Galaxy 22:26 |
| 1996      | WLAF  | 5              | 5              | 0              | .500           | 3.             | –          | –           | —           | —                                       |
| 1997      | WLAF  | 5              | 5              | 0              | .500           | 4.             | –          | –           | —           | —                                       |
| 1998      | NFLE  | 7              | 3              | 0              | .700           | 3.             | –          | –           | —           | —                                       |
| 1999      | NFLE  | 4              | 6              | 0              | .400           | 4.             | –          | –           | —           | —                                       |
| 2000      | NFLE  | 4              | 6              | 0              | .400           | 4.             | –          | –           | —           | —                                       |
| 2001      | NFLE  | 4              | 6              | 0              | .400           | 5.             | –          | –           | —           | —                                       |
| 2002      | NFLE  | 4              | 6              | 0              | .400           | 5.             | –          | –           | —           | —                                       |
| 2003      | NFLE  | 4              | 6              | 0              | .400           | 5.             | –          | –           | —           | —                                       |
| 2004      | NFLE  | 5              | 5              | 0              | .500           | 3.             | –          | –           | —           | —                                       |
| 2005      | NFLE  | 6              | 4              | 0              | .600           | 2.             | 1          | 0           | 1.000       | Sieg gegen Berlin Thunder 27:21         |
| 2006      | NFLE  | 7              | 3              | 0              | .700           | 1.             | 0          | 1           | .000        | Niederlage gegen Frankfurt Galaxy 7:22  |
| 2007      | NFLE  | 4              | 6              | 0              | .400           | 5.             | –          | –           | —           | —                                       |
| Summe     | Summe | 68             | 62             | 0              | .523           |                | 1          | 2           | .333        |                                         |

## Head Coaches
| Name         | Spielzeiten | Regular Season | Regular Season | Regular Season | Regular Season | Regular Season | Postseason | Postseason | Postseason  | Postseason  | Auszeichnungen                                                   |
| Name         | Spielzeiten | Spiele         | Siege          | Niederlagen    | Unentschieden  | Siegquote %    | Spiele     | Siege      | Niederlagen | Siegquote % | Auszeichnungen                                                   |
| ------------ | ----------- | -------------- | -------------- | -------------- | -------------- | -------------- | ---------- | ---------- | ----------- | ----------- | ---------------------------------------------------------------- |
| Al Luginbill | 1995–2000   | 60             | 34             | 26             | 0              | .567           | 1          | 0          | 1           | .000        | —                                                                |
| Bart Andrus  | 2001–2007   | 70             | 34             | 36             | 0              | .486           | 2          | 1          | 1           | .500        | World Bowl XIII Championship NFL Europe Coach of the Year (2005) |